# Лыко, Антоний
Анто́ний А́нджей Лы́ко (пол. Antoni Andrzej Łyko; 27 мая 1907, Краков, Цислейтания — 3 июня 1941, концлагерь Освенцим, Верхняя Силезия) — польский футболист, нападающий и полузащитник краковской «Вислы» и сборной Польши. Участник польского подполья во время Второй мировой войны.

## Биография

### До Второй мировой войны
Родился 27 мая 1907 года в Раковицах (с 1941 года — часть Кракова, в составе дзельницы III (Прондник Червонный) и дзельницы XIV (Чижины)). Происходил из рабочей семьи. По профессии был токарем. Его младший брат Анджей Станислав (р. 1916) был игроком «Вислы» (Краков) в 1946—1951 годах. Антоний Лыко также увлекался лыжным спортом.
Футбольную карьеру Антоний начинал в местном клубе «Раковичанка». В 1930 году он перешёл в «Вислу» (Краков). Дебютировал за новый клуб 10 августа 1930 года, в домашнем матче против ЛКС (Лодзь) (1:0). Первые три сезона был в основном резервным игроком, играя по нескольку матчей за сезон. В сезоне 1933 года стал игроком основного состава краковского клуба. Первый гол за «Вислу» забил 16 августа 1933 года в домашнем матче с познанской Вартой (2:1). Всего в составе Белой Звезды провёл 109 матчей и забил 30 голов. Последний матч за Вислу провёл 30 октября 1938 года против ЛКС (Лодзь), забив в нём два гола (7:3). Лыко был известен как «человек без нервов» и являлся штатным пенальтистом команды. С поля удалялся только один раз, в домашнем матче 1 ноября 1933 года со львовской «Погонью».
Забил победный гол с пенальти, назначенным на 45 минуте матча за игру рукой в штрафной, в праздничном матче с английским клубом «Челси» (1:0), который прошёл в Кракове 24 мая 1936 года в рамках празднования 30-летия «Вислы». На матче присутствовал Генеральный инспектор Войска Польского, генерал Эдвард Рыдз-Смиглы. За два дня до поражения от «Вислы», «Челси» обыграл сборную Польши со счётом 2:0.
Лыко сыграл два матча за сборную Польши (оба — против сборной Латвии), не забив в них голов. Первый из матчей прошёл 10 октября 1937 года и закончился со счётом 2:1, второй — 25 сентября 1938 года (1:2). Лыко вошёл в расширенный состав сборной Польши для участия в Чемпионате мира 1938 года. В окончательный список из 15 футболистов, отобранных тренером сборной Юзефом Калужей для поездки во Францию, не прошёл.
В незаконченном сезоне 1939 года не играл, так как имел серьёзную травму плеча, которая требовала операции.

### Во время Второй мировой войны
После начала Второй мировой войны Лыко участвовал в подпольной деятельности. Вступил в ячейку ZWZ по месту своей работы на краковском водопроводе. Когда весной 1941 года прокатилась волна арестов подпольщиков из ZWZ и других подпольных организаций, был арестован и Лыко, который был заключён в тюрьму Монтелюпих.
5 апреля 1941 года был депортирован с транспортом из 933 польских политических заключённых в концлагерь Аушвиц. Получил в Аушвице номер 11780. В течение трёх месяцев работал в слесарной команде. В лагере принял участие 2 июля 1941 года в футбольном матче между польскими и немецкими заключёнными, в котором забил два мяча.
3 июля 1941 года 80 польских политических заключённых, членов ячеек ZWZ, были расстреляны на территории скотобойни возле Theatergebäude. В этот день были казнены Антоний Лыко, игроки команды «Краковия» Витольд и Мечислав Зелиньские, а также представители интеллигенции, офицеров, врачей, чиновников, инженеров, студентов. Приказ об уничтожении узников был выдан отделением Полиции Безопасности краковского округа. Узники были приговорены к смерти за «противодействие государственной власти» (нем. Erschiessung wegen Widerstand gegen die Staaatsgewalt). На экзекуции присутствовало много офицеров СС с семьями. Руководителем расстрела был гауптштурмфюрер СС Карл Фрич. По воспоминаниям бывшего узника Аушвица Чеслава Совула, во время расстрела Лыко был ранен и пытался подняться, но был убит одним из эсэсовцев выстрелом из пистолета в голову. Этим эсэсовцем был или сам Фрич, или его заместитель, унтерштурмфюрер Фридрих Зейдлер. Подобные обстоятельства гибели Лыко указывает и краковский историк Адам Цыра.
Тело расстрелянного футболиста было сожжено в печи крематория. Символическая могила находится на Раковицком кладбище в Кракове.

## Статистика
| 1930 | Висла (Краков) | Лига | 2  | 0 | 0 |
| 1931 | Висла (Краков) | Лига | 2  | 0 | 0 |
| 1932 | Висла (Краков) | Лига | 3  | 0 | 0 |
| 1933 | Висла (Краков) | Лига | 17 | 1 | 1 |
| 1934 | Висла (Краков) | Лига | 17 | 5 | 0 |
| 1935 | Висла (Краков) | Лига | 20 | 6 | 0 |
| 1936 | Висла (Краков) | Лига | 14 | 5 | 0 |
| 1937 | Висла (Краков) | Лига | 16 | 7 | 0 |
| 1938 | Висла (Краков) | Лига | 18 | 6 | 0 |

| Матчи и голы футболиста за сборную страны | Матчи и голы футболиста за сборную страны | Матчи и голы футболиста за сборную страны | Матчи и голы футболиста за сборную страны | Матчи и голы футболиста за сборную страны | Матчи и голы футболиста за сборную страны | Матчи и голы футболиста за сборную страны |
| №                                         | Дата                                      | Место проведения                          | Соперник                                  | Счёт                                      | Голы                                      | Соревнование                              |
| ----------------------------------------- | ----------------------------------------- | ----------------------------------------- | ----------------------------------------- | ----------------------------------------- | ----------------------------------------- | ----------------------------------------- |
| 1                                         | 10 октября 1937                           | Катовице                                  | Латвия                                    | 2:1                                       | —                                         | Товарищеский матч                         |
| 2                                         | 25 сентября 1938                          | Рига                                      | Латвия                                    | 1:2                                       | —                                         | Товарищеский матч                         |

Итого: 2 матча / 0 голов; 1 победа, 1 поражение.

## Достижения
- место в чемпионате Польши по футболу: 1930, 1931, 1936.
- место в чемпионате Польши по футболу: 1933, 1934, 1938.